# 5 Pułk Piechoty (Księstwo Warszawskie)

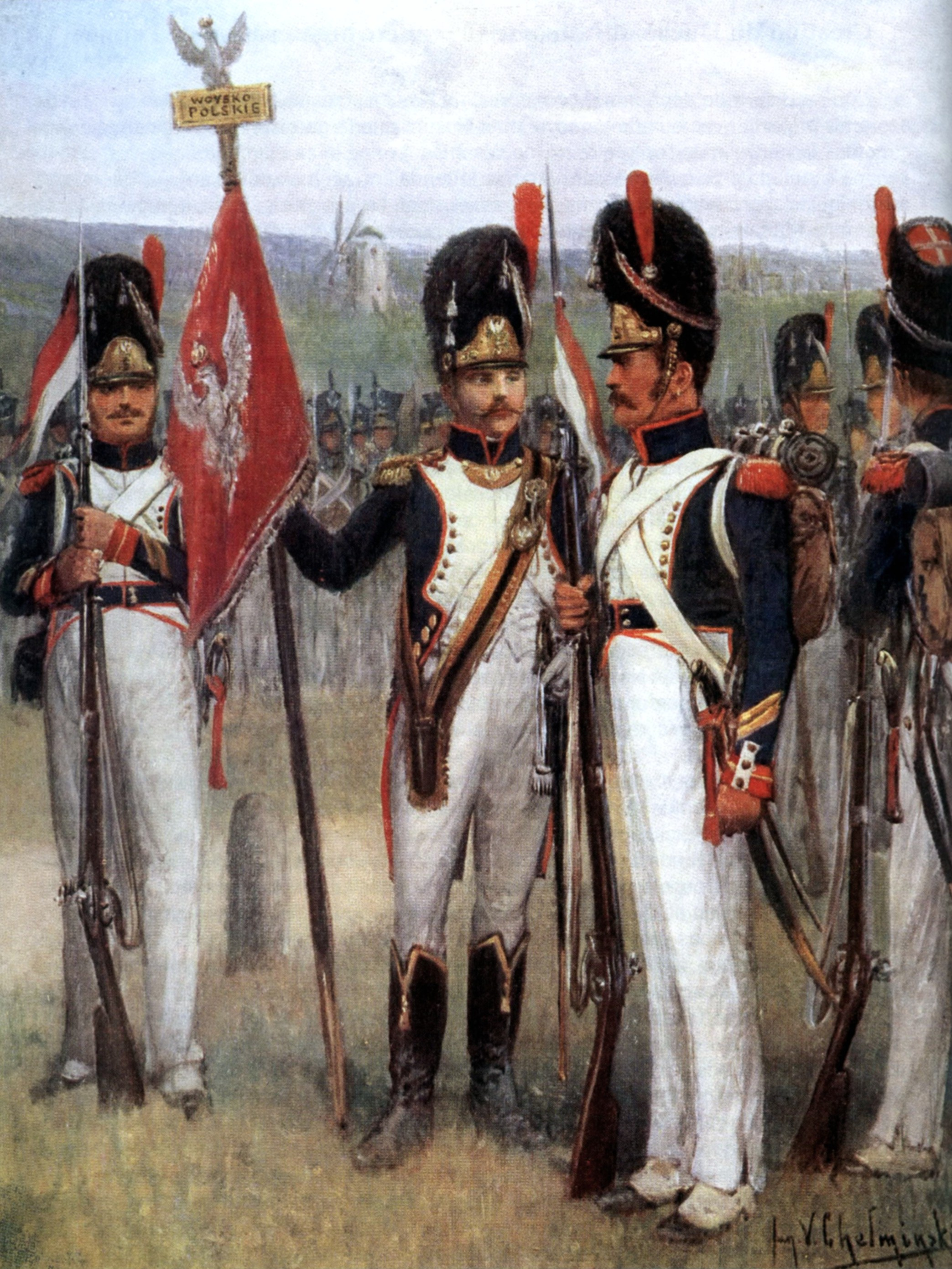
5 Pułk Piechoty Księstwa Warszawskiego

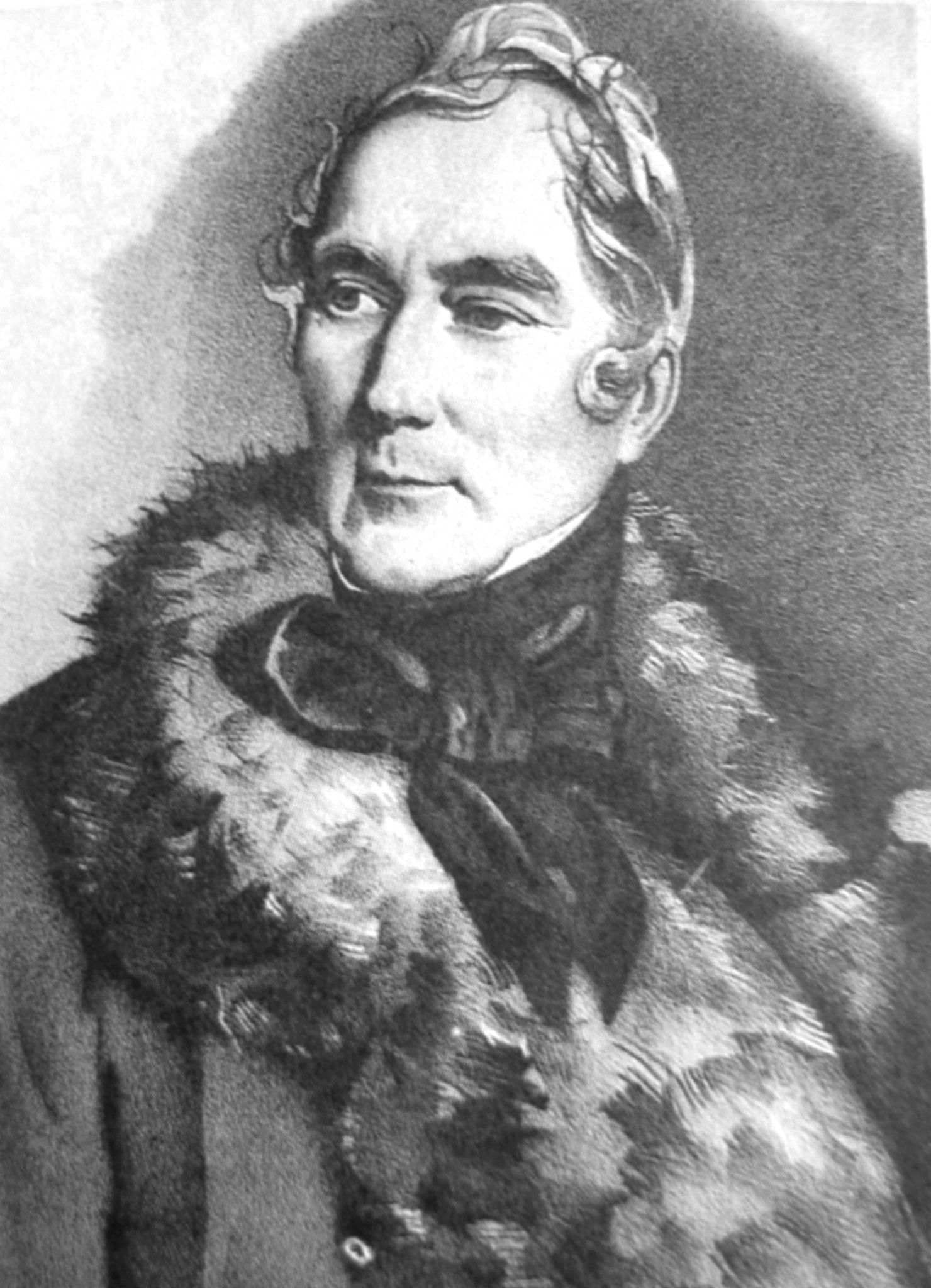
Michał Gedeon Radziwiłł objął dowództwo nad 5 Pułkiem Piechoty Księstwa Warszawskiego w kwietniu 1808

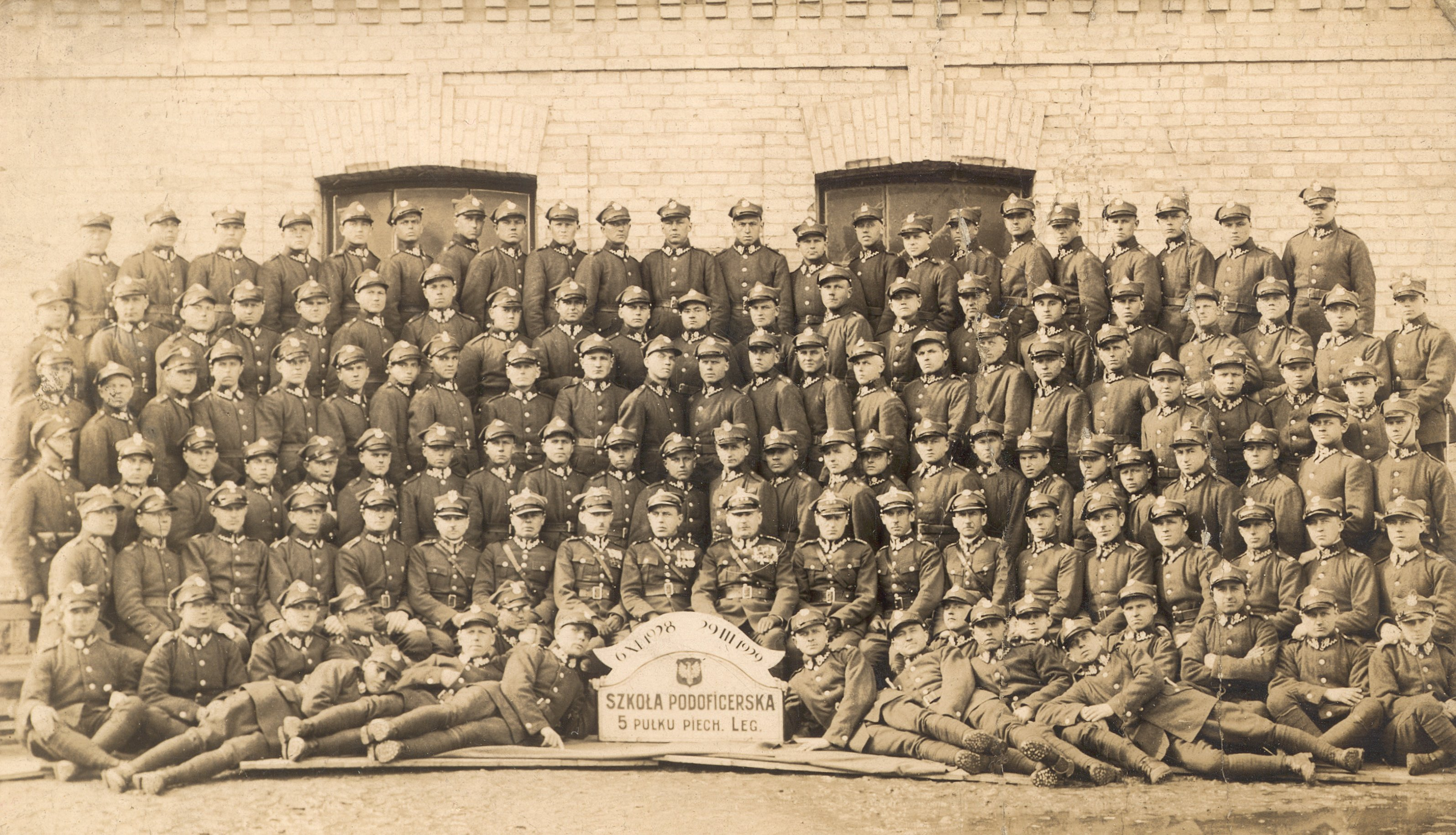
Tradycje pułku w II RP kontynuował 5 Pułk Piechoty Legionów w Wilnie

5 Pułk Piechoty – oddział piechoty Armii Księstwa Warszawskiego. 

## Formowanie i zmiany organizacyjne
Nosił pierwotnie nazwę 1 pułku piechoty Legii Kaliskiej.
Zalązkiem był powstały wiosną 1806 w Płocku batalionu strzelców leśnych departamentu płockiego, pod dowództwem płk. Ignacego Zielińskiego. 
Po przybyciu do kraju Legii Północnej w kwietniu 1807 roku nastąpiła reorganizacja piechoty, w wyniku której do 5 pułku wcielono żołnierzy 1 i 2 batalionu Legii.
Po 25 czerwca 1807 wyszedł z Płocka i zakwaterowany został w Częstochowie. W tym czasie otrzymał nazwę 5 pułku piechoty. W 1809 roku zapoczątkowano prace nad reorganizacją piechoty. Pułki miały się składać z trzech batalionów. W momencie wybuchu wojny pułk nie osiągnął jeszcze pełnych stanów.
Po zakończeniu działań bojowych, zgodnie z rozkazem z 10 sierpnia 1807, 5 pułk piechoty płk. Dziewanowskiego stanął garnizonem w Łabiszynie. Według etatu z 1810 roku, pułk składał się ze 27 osobowego sztabu i trzech batalionów piechoty po 6 kompanii. Sztaby batalionów liczyć miały 4 osoby, a kompanie 136 żołnierzy. W sumie w pułku powinno służyć 2487 żołnierzy. Faktycznie stan osobowy oddziału był nieco mniejszy.
Na początku 1810 roku pułk przeszedł na żołd francuski i jego dwa bataliony zostały skierowane jako załoga do Gdańska. Zakład pułkowy pozostał w Łęczycy. W tym czasie utworzono 4 batalion, a pułk czasowo przeniesiono do Kostrzyna. 
W czasie przygotowań do inwazji na Rosję 1812 roku pułk włączony został w struktury 7 Dywizji gen. Grandjean.
Po abdykacji Napoleona, car Aleksander I wyraził zgodę na odesłanie oddziałów polskich do kraju. Miały one stanowić bazę do tworzenia Wojska Polskiego pod dowództwem wielkiego księcia Konstantego. 13 czerwca 1814 roku pułkowi wyznaczono miejsce koncentracji w Lublinie.

## Żołnierze pułku
Pułkiem dowodzili:
- płk Ignacy Zieliński (1 kwietnia 1807),
- płk książę Michał Gedeon Radziwiłł (19 I 1807-27 XII 1811),
- mjr Stefan Oskierko (27 XII 1811-18 I 1813),
- płk Cyprian Zdzitowiecki (18 I 1813 - I 1814).

## Walki pułku
W wojnie z Austrią III batalion  wyróżnił się w obronie Częstochowy i bitwie pod Grzybowem.  W uznaaniu męstwa okazanego w bitwach kampanii 1809 roku żołnierzom oddziału nadano: 4 krzyże kawalerskie, 9 złotych i 19 srebrnych Orderu Wojennego Virtuti Militari.
Podczas wyprawy Napoleona na Rosję 1812 roku pułk wchodził w skład brygady gen. Michała Radziwiłła w 7 Dywizji gen. Grandjena. W czerwcu 1812 roku pułk wraz z brygadą przeszedł pod rozkazy marszałka Macdonalda. Walczył między innymi pod Tylżą i Dyneburgiem. 
W kampanii 1813 roku 5 pp wszedł w skład załogi broniącej Gdańska. Wobec klęski Napoleona pod Lipskiem i braku możliwości odsieczy, w styczniu 1814 roku obrońcy miasta skapitulowali.
Bitwy i potyczki:
- obrona Częstochowy (1809)
- Żarnowiec (11 lipca 1809)
- Tylża (24 czerwca 1812)
- Dyneburg (30 lipca 1812)
- potyczka (28 września 1812)
- Gansenburg (1 października 1812)
- potyczki (2,7,15 i 23 października 1812)
- Neugal (7 listopada 1812)
- Walkow (16 listopada 1812)
- potyczki (17 i 18 listopada oraz 16,18 i 21 grudnia 1812)
- Tylża (28 grudnia 1812)
- potyczka (31 grudnia 1812)
- w obronie Gdańska ważniejsze potyczki: 29 stycznia 1813, 5 i 24 marca 1813, 15 i 27 kwietnia 1813 oraz 1 listopada 1813.

## Mundur
Przepis ubiorczy z 3 września 1810 roku nie doprowadził jednak do całkowitego ujednolicenia munduru piechoty. Niektóre pułki dość  znacznie różniły się od ustaleń regulaminowych.
W 5 pułku piechoty były to bermyce grenadierów bez daszka i blachy; pośrodku z przodu granat mosiężny; kordony pąsowe.

## Kalendarium pułku
- 27 września 1807 - Częstochowa - stan pułku - 1235 ludzi i 17 koni
- 21 lutego 1808 - Częstochowa - uroczyste rozdanie krzyży wojskowych oddziałom pułku walczącym w okolicach
- 9 marca 1808 - Częstochowa - stan pułku - 51 oficerów i 1315 żołnierzy - wymarsz do Kalisza
- 1 kwietnia 1808 - Kalisz - do pułku zostaje wcielona legia północna, nadliczbowi tworzą 6 pułk piechoty
- 17 maja 1808 - pułk przybywa do Ostrowa Wlkp. i okolic.
- listopad 1808 - Ostrów Wlkp. - dwie kompanie zostały skierowane do garnizonu w Częstochowie, reszta pułku w sile 1500 ludzi wyruszyła do departamentu poznańskiego.
- 1 stycznia 1809 - stan pułku - 1933 ludzi. Pułk przechodzi na żołd francuski, dwa bataliony udały się do Gdańska, zakład pułkowy pozostał w Łęczycy
- Kampania 1809 - III batalion odznaczył się w obronie Częstochowy oraz w potyczce pod Grzybowem (18 kwietnia 1809)
- 1809 - gen. Jan Henryk Dąbrowski bezskutecznie domagał się od marsz. Jean Baptiste Bernadotte'a wycofania tej jednostki do Księstwa w związku z agresją Austrii. Bernadotte potrzebował mieć w pogotowiu rezerwy, w Prusach wzmagały się antyfrancuskie nastroje, wywiad donosił o przygotowaniach angielskich desantów.
- 14 listopada 1809 - stan pułku - 2104 ludzi[10].
- 30 marca 1810 - dekretem pułk skierowany do Kostrzyna nad Odrą
- 17 maja 1811 - Kostrzyn nad Odrą - rozkazem Napoleona (w liście do Fryderyka Augusta) pułk udał się przez Toruń do Gdańska. W Gdańsku, jeszcze w maju tego roku sformowano IV batalion.
- 3 marca 1812 - rozkazem cesarskim - 5 pułk piechoty wraz z 10. i 11. pułkiem piechoty utworzył brygadę pod dowództwem gen. ks. Michała Gedeona Radziwiłła. Brygada piechoty wcielona została do 7. dywizji piechoty "niemiecko-polskiej" gen. Grandjeana w I Korpusie marsz. Davouta.
- Podczas Kampanii 1812, w czerwcu, pułk wraz z brygadą i 7. dywizją piechoty przeszedł do X Korpusu marsz. Macdonalda. W końcu kampanii pułk powrócił do Gdańska i odznaczył się w bohaterskiej obronie twierdzy.
- 21 stycznia 1813 - stan pułku - 80 oficerów i 1497 żołnierzy
- 14 listopada 1814 - stan pułku - 1 płk, 1 mjr, 4 ppłk., 31 kpt., 22 por., 28 ppor., 281 podofic. i 749 żołnierzy; ogółem 87 oficerów i 1030 podoficerów i żołnierzy.

- 31 grudnia 1810 - 1 grudnia 1813 w księdze kontroli pułku zapisanych jest 6753 wojskowych wszelkiego stopnia.